# تيم مينز
تيم مينز (بالإنجليزية: Tim Means؛ مواليد 20 فبراير 1984) هو مُقاتل فنون قتالية مختلطة أمريكي.

## وصلات خارجية
- تيم مينز على موقع بوكس ريك (الإنجليزية) (registration required)
- تيم مينز على موقع يو إف سي (الإنجليزية)
- تيم مينز على موقع شيردوغ (الإنجليزية)
- تيم مينز على موقع Tapology.com (الإنجليزية)
- تيم مينز على موقع IMDb (الإنجليزية)
- تيم مينز على موقع قاعدة بيانات الفيلم (الإنجليزية)